# Házasság első látásra
A Házasság első látásra licencszerződésen alapuló párkereső reality műsor. A műsor formátuma a dániai Married at First Sight. Az első évadot az RTL Klub mutatta be 2017. május 2-án majd 2022. október 20-án a Big Picture konferencián bejelentették, hogy 2024. március 18-tól a TV2 sugározza.

## Története
2022. október 20-án a Big Picture konferencián bejelentették, hogy 2023. őszén visszatér a Házasság első látásra, de az eredetileg tervezett időpontban nem volt a műsorra szükség, mert már biztosra megnyerte az évet a TV2, ezért 2024. március 18-ra halasztotta a TV2.

## A műsor menete
A műsorban hat párt mutatnak be, akiket párkapcsolati szakértők állítanak össze, és akik első találkozásukkor megegyeznek, hogy összeházasodnak.

## Évadok
| Évad | Évad | Részek száma | Sugárzás           | Sugárzás          | Szakértők   | Szakértők    | Szakértők      | Szakértők   | Adó |
| Évad | Évad | Részek száma | Évadbemutató       | Évadzáró          | Szakértők   | Szakértők    | Szakértők      | Szakértők   | Adó |
| ---- | ---- | ------------ | ------------------ | ----------------- | ----------- | ------------ | -------------- | ----------- | --- |
|      | 1.   | 9            | 2017. május 2.     | 2017. május 12.   | Gaál Viktor | Rozs Erika   | Gál Béla       | Soós István |     |
|      | 2.   | 30           | 2024. március 18.  | 2024. április 26. | Gaál Viktor | Tóth Melinda | Sarkadi Bálint |             |     |
|      | 3.   | 33           | 2024. november 18. | 2025. január 7.   | Gaál Viktor | Tóth Melinda | Nyírő András   |             |     |
|      | 4.   |              | 2025.              |                   |             |              |                |             |     |

## Párok

### Első évad
Az első évadot 2017. május 2-án mutatta be az RTL Klub.
| # | Páros             | Kor | Foglalkozás             | Végső döntés | Jelenlegi állapot |
| - | ----------------- | --- | ----------------------- | ------------ | ----------------- |
| 1 | Dalmadi Rita      | 33  | bankár                  | Nem          | Válás             |
| 1 | Kozma Zoltán      | 37  | műszaki ügyeletes       | Nem          | Válás             |
| 2 | Nagy Lilian       | 30  | üzletvezető             | Igen         | Válás             |
| 2 | Móger Balázs      | 33  | tűzoltó                 | Igen         | Válás             |
| 3 | Hegedűs Kinga     | 27  | személyi edző           | Nem          | Válás             |
| 3 | Papp Róbert       | 43  | villamoshálózat szerelő | Nem          | Válás             |
| 4 | Gerő Adrienn      | 26  | műkörmös                | Nem          | Válás             |
| 4 | Limbacher Domokos | 32  | társasházkezelő         | Nem          | Válás             |

A szakmai szakértők: Soós István, tanácsadó szakpszichológus, Rozs Erika, szexuálpszichológiai szakpszichológus, Gaál Viktor, pszichológus és Gál Béla, klinikai szakpszichológus voltak.
A műsor végén a négy páros közül csak egy választotta a házasságot, de pár hónappal később ők is elváltak.

### Második évad
A második évadot 2024. március 18-án mutatta be a TV2.
| # | Páros             | Kor | Foglalkozás          | Végső döntés | Jelenlegi állapot |
| - | ----------------- | --- | -------------------- | ------------ | ----------------- |
| 1 | Góbi Hilda        | 33  | üzletvezető          | Nem          | Válás             |
| 1 | Brem László       | 47  | küzdősport-oktató    | Nem          | Válás             |
| 2 | Boda Gyöngyi      | 35  | szempilla stylist    | Igen         | Válás             |
| 2 | Hegedűs Csaba     | 38  | vállalkozó           | Igen         | Válás             |
| 3 | Horváth Enikő     | 24  | üzletvezető          | Nem          | Válás             |
| 3 | Kriston Péter     | 32  | személyi edző        | Nem          | Válás             |
| 4 | Gál Bogi          | 28  | manager              | Nem          | Válás             |
| 4 | Szandaváry Gergő  | 39  | üzletkötő            | Nem          | Válás             |
| 5 | Dávid Petra       | 34  | személyi edző        | Nem          | Válás             |
| 5 | Kabai András      | 35  | DJ                   | Nem          | Válás             |
| 6 | Hegedűs Kornélia  | 50  | idősek otthon vezető | Nem          | Válás             |
| 6 | Rózsavölgyi János | 54  | vállalkozó           | Nem          | Válás             |

A szakmai szakértők: Gaál Viktor, pszichológus, Tóth Melinda, pszichológus, Sarkadi Bálint, klinikai szakpszichológus voltak. A műsor végén a hat páros közül csak egy választotta a házasságot, de pár hónappal később ők is elváltak.

### Harmadik évad
A harmadik évadot 2024. november 18-án mutatta be a TV2.
| # | Páros              | Kor | Foglalkozás            | Végső döntés | Jelenlegi állapot |
| - | ------------------ | --- | ---------------------- | ------------ | ----------------- |
| 1 | Rácz Miklós        | 40  | vállalkozó             | Nem          | Válás             |
| 1 | Balázs Ramóna      | 31  | vállalkozó             | Nem          | Válás             |
| 2 | Szolnoki Szabolcs  | 50  | üzletember             | Igen         | Válás             |
| 2 | Fecső Judit        | 45  | sminkes                | Igen         | Válás             |
| 3 | Wollner Péter      | 38  | fegyveres őr           | Igen         | Válás             |
| 3 | Kovács Renáta      | 29  | pultos, tartalomgyártó | Igen         | Válás             |
| 4 | Széplaki Zoltán    | 36  | tűzoltó                | Nem          | Válás             |
| 4 | Oláh Orsolya       | 29  | műkörmös               | Nem          | Válás             |
| 5 | Dr. Gaál Zoltán    | 42  | fogorvos               | Nem          | Válás             |
| 5 | Dr. Dezső Marianna | 42  | jogász                 | Nem          | Válás             |
| 6 | Tóth Gergely       | 30  | vállalkozó             | Nem          | Válás             |
| 6 | Nagy Renáta        | 25  | könyvelő               | Nem          | Válás             |

A szakmai szakértők: Gaál Viktor, pszichológus, Tóth Melinda, pszichológus, Nyírő András, párkapcsolati konzulens. (Az előző évadban szereplő Sarkadi Bálint, klinikai szakpszichológust váltotta).

## Házasság Extrákkal
A műsor a 3. évadtól kapott egy kibeszélőt a TV2 Playen, amely 2024. november 22-én indult. A műsorvezetője Orosz Barbara.
| Évad | Részek száma | Bemutató           | Finálé          | Műsorvezető   | Adó |
| ---- | ------------ | ------------------ | --------------- | ------------- | --- |
| 1.   | 6            | 2024. november 22. | 2025. január 7. | Orosz Barbara |     |